# Leonhart Zollikofer
Leonhart Zollikofer (auch Lienhard Zollikofer) (* 2. Dezember 1529 in St. Gallen; † 25. April 1587 ebenda) war ein Kaufmann und Politiker in St. Gallen (Schweiz).

## Leben

### Familie
Leonhart Zollikofer wurde als Sohn von Georg Zollikofer (1492 in St. Gallen; † 24. Mai 1539 in Lyon), Kaufmann und dessen Ehefrau Sabina (1499–1545), Tochter von Hans Schittlin von Aebtisberg († 1504), geboren. Sein Grossvater war Ludwig Zollikofer (1450–1514), vermögender Kaufmann und Ratsherr in St. Gallen. Er hatte noch neun Geschwister:
- Lorenz Zollikofer von Altenklingen (* 1519 in St. Gallen; † 1577 ebenda), Leinwandhändler, Begründer der laurenzischen Linie, verheiratet mit Dorothea Theodosia (1523–1603), eine Tochter von Joachim Vadian, Bürgermeister und Reformator in St. Gallen;
- Maria Zollikofer (* 1521 in St. Gallen; † unbekannt), verheiratet mit Ludwig Hüruss;
- Elsbetha Zollikofer (* 1523 in St. Gallen; † vor 1565), verheiratet mit Christoph Schultheiss;
- Georg Zollikofer von Altenklingen (* 1525 in St. Gallen; † 8. Juni 1600 ebenda), Begründer der georgischen Linie, verheiratet in erster Ehe mit Barbara, geb. Schirmer (* 28. Juli 1530 in St. Gallen; † 8. Juni 1581 ebenda), in zweiter Ehe mit Magdalena, geb. Schlumpf (1553–1589) und in dritter Ehe mit Rahel, geb. Reutlinger (1544–1612);
- Rosa Zollikofer (* 18. Dezember 1527 in St. Gallen; † unbekannt);
- Rosa Zollikofer (* 2. Dezember 1531 in St. Gallen; † unbekannt), verheiratet mit Ludwig Högger;
- David Zollikofer (* 9. November 1533 in St. Gallen; † unbekannt);
- Jost Zollikofer von Sonnenberg (* 8. März 1535 in St. Gallen; 14. Juni 1617 im Schloss Sonnenberg), verheiratet mit Susanna von Kirch (* 1537 in Lindau; † 1605 im Schloss Sonneberg);
- Sabina Zollikofer (* 16. Oktober 1538 in St. Gallen; † unbekannt).

Leonhart Zollikofer war seit 1555 in erster Ehe mit Barbara, Tochter von Jakob Hüenli und seit 1580 in zweiter Ehe mit Benigna, Tochter von Hans Krafft aus Ulm, verheiratet.

### Werdegang
Er war ein Tuchhändler und erwarb von seiner Schwester Rosa Zollikofer das Landgut Pfauenmoos bei Berg.
Er wurde 1573 zum Stadtrichter, Ratsherrn und Säckelmeister der Stadt St. Gallen gewählt.
Am 19. Oktober 1578 erfolgte, gemeinsam mit seinen Brüdern und Vettern die Erhebung in den erblichen Adelsstand durch Kaiser Rudolf II.
Am 20. Oktober 1582 befand er sich als Gesandter zur eidgenössischen Bundesbeschwörung mit König Heinrich III. in Paris.
1585 erhielt er von Berchtold Brümsi von Herblingen die Gerichtsherrschaft und das Schloss Altenklingen, das er 1586 vollständig erneuerte. Weil er selbst kinderlos war, errichtete er 1586, gemeinsam mit seinen Brüdern Georg Zollikofer und Laurenz Zollikofer, die Familienfideikommisse Zollikofer von Altenklingen und Pfauenmoos; Pfauenmoos befand sich bis 1839 und Altenklingen bis zum Beginn des 21. Jahrhunderts in Familienbesitz.